# Christoph Hirschler
Christoph Hirschler (* 4. März 1990 in Neunkirchen (Niederösterreich)) ist ein österreichischer Fernsehmoderator, Schauspieler und Entertainer.

## Werdegang
Nach der Matura an der Höheren Lehranstalt für Produktmanagement und Präsentation in Mödling absolvierte Hirschler eine dreijährige Schauspielausbildung an der Schauspielakademie Elfriede Ott in Wien. Danach war er unter anderem bei den Schloss-Spielen Kobersdorf, im Gloria-Theater (Wien) und im Theater in der List (Hannover) zu sehen. Er wirkte auch in kleineren Rollen in Filmproduktionen wie Für dich dreh ich die Zeit zurück mit Erwin Steinhauer und Wolfgang Böck mit.
Seit 2015 ist er als Außenreporter im ORF Kinderprogramm Okidoki zu sehen und seit 2020 moderiert er abwechselnd mit Melanie Flicker, Christina Karnicnik und Robert Steiner das Magazin Hallo Okidoki.
Seit Oktober 2020 zeigt er Kindern in der ORF-ZDF-Koproduktion 1000 Tricks Zaubertricks. Die Sendung wird in ORF 1 und im KIKA ausgestrahlt.
Hirschler tritt auch als tollpatschiger Kinderzauberer Zauberlehrling Zwicki auf.

## Privat
Christoph Hirschler ist der Sohn des Liedertexters Herbert Hirschler.

## Veröffentlichungen
- 2021: Okidoki – Party mit Christoph